# Suore orsoline di Youngstown
Le Suore Orsoline di Youngstown (in inglese Ursuline Nuns of Youngstown; sigla O.S.U.) sono un istituto religioso femminile di diritto pontificio.

## Storia
Le origini della congregazione risalgono alla casa fondata il 18 settembre 1874 a Youngstown dalle orsoline di Cleveland: il convento conobbe un rapido sviluppo e fu presto in grado di aprire altre filiali. Nel 1943, con lo smembramento del territorio di Youngstown da quello della diocesi di Cleveland, le orsoline si resero autonome dalla casa-madre.
L'istituto continuò a essere retto secondo il regime monastico fino al 15 gennaio 1948, quando adottò una forma di governo centralizato sul tipo delle congregazioni religiose.

## Attività e diffusione
Le suore si dedicano all'educazione della gioventù e alla confezione di paramenti sacri.
La sede generalizia è a Canfield, nell'Ohio.
Alla fine del 2015 l'istituto contava 44 religiose in 14 case.